# Веллс (Нью-Йорк)
Веллс (англ. Wells) — місто (англ. town) в США, в окрузі Гамільтон штату Нью-Йорк. Населення — 683 особи (2020).

## Демографія
Згідно з переписом 2010 року, у місті мешкали 674 особи в 296 домогосподарствах у складі 190 родин. Було 780 помешкань
Расовий склад населення:
| - 95,7 % — білих - 1,6 % — чорних або афроамериканців - 1,0 % — азіатів |

До двох чи більше рас належало 1,5 %. Частка іспаномовних становила 1,2 % від усіх жителів.
За віковим діапазоном населення розподілялося таким чином: 20,2 % — особи молодші 18 років, 58,4 % — особи у віці 18—64 років, 21,4 % — особи у віці 65 років та старші. Медіана віку мешканця становила 49,2 року. На 100 осіб жіночої статі у місті припадало 101,8 чоловіків;  на 100 жінок у віці від 18 років та старших — 99,3 чоловіків також старших 18 років.
Середній дохід на одне домашнє господарство  становив 61 565 доларів США (медіана — 53 125), а середній дохід на одну сім'ю — 69 732 долари (медіана — 54 375). Медіана доходів становила 34 748 доларів для чоловіків та 30 500 доларів для жінок. За межею бідності перебувало 15,9 % осіб, у тому числі 27,2 % дітей у віці до 18 років та 8,9 % осіб у віці 65 років та старших.
Цивільне працевлаштоване населення становило 405 осіб. Основні галузі зайнятості: будівництво — 31,1 %, транспорт — 18,0 %, освіта, охорона здоров'я та соціальна допомога — 16,0 %.